# Аянда Денге
Аянда Денге (англ. Ayanda Denge; 1982 — 24 березня 2019 року, Кейптаун, ПАР) — південно-африканська транс-жінка, яка побувала в сексуальному рабстві. Вона виступала за права трансгендерів, захищала права людей потрапили в сексуальне рабство і виступала за декриміналізацію проституції. Вона також була головою Цільової групи з навчання та захисту людей у проституції.

## Біографія
Аянда з народу коса, який проживає на узбережжі в Східно-Капській провінції ПАР. Він виріс в місті Порт-Елізабет.
Денге почала займатися проституцією в Йоганнесбурзі, а пізніше працювала і в інших містах Південної Африки, включаючи Хараре, Дурбан, Кейптаун, Порт-Елізабет, Вікторія . Вона займалася проституцією протягом 15 років.
Вона була головою Цільової групи з навчання та захисту секс-працівників (SWEAT). Вона виступала за захист прав трансгендерів, секс-працівників та проти декриміналізації секс-роботи. У SWEAT Денге підготувала 50 інструкторів і працювала доповідачем по інформованості про злоякісної пухлини, ВІЛ / СНІДу та з питань захисту прав людей, пов'язаних з секс-роботою.
У серпні 2015 року в Кейптауні Денге разом з іншими правозахисниками став засновником коаліції «Шляху назад немає» (Asijiki), яка виступає проти декриміналізації секс-роботи. До складу організації входять секс-працівники, активісти, правозахисники, а керівний комітет складається з Руху секс-працівників (Sisonke), Жіночого правового центру (WLC), Цільової групи по навчанню і захисту секс-працівників (SWEAT) і Sonke Gender Justice.

У 2016 році в місті Дурбан під час Міжнародної конференції зі СНІДу вона дала інтерв'ю в Daily Vox, в якому сказала:
|                  | "Being transgender is not a double dose, but it's a triple dose of stigmatisation and discrimination". (англ.) |  | «Бути трансгендером - це не подвійна доза, це потрійная доза стигматизації та дискримінації». (укр.) |  |
| — Ayanda Denge . | |  | |  |

24 березня 2019 року знайдений мертвою в своїй кімнаті в незаконно захопленому будинку в Кейптауні.